# Peter Greene
Peter Greene, geboren als Peter Green (Montclair (New Jersey), 8 oktober 1965), is een Amerikaans acteur. 
Greene werd in 1993 genomineerd voor een Independent Spirit Award voor zijn hoofdrol als Jimmy in het misdaaddrama Laws of Gravity, waarin hij zijn filmdebuut maakte. Greene maakte in 1990 zijn acteerdebuut in een aflevering van de misdaadserie Hardball.

## Filmografie

### Films
Selectie:
- 2010 The Bounty Hunter – als Earl Maher
- 2006 End Game – als Jack Baldwin
- 2005 War of the Worlds – als Matt Herbert
- 2001 Training Day – als Jeff
- 2001 Ticker – als detective Artie Pluchinsky
- 1999 Blue Streak – als Deacon
- 1997 Kiss & Tell – als John Finnigan
- 1995 Bang – als Adam
- 1995 Under Siege 2: Dark Territory – als huurling
- 1995 The Usual Suspects – als Redfood the Fence
- 1994 The Mask – als Dorian Tyrell
- 1994 Pulp Fiction – als Zed

### Televisieseries
Uitgezonderd eenmalige gastrollen.
- 2020 For Life - als Wild Bill Miller - 9 afl.
- 2017 Still the King - als Hank the Shank - 2 afl.
- 2009 Life on Mars – als Jimmy McManus – 2 afl.
- 2007 The Black Donnellys – als Derek Farrell – 13 afl.

- Biblioteca Nacional de España: XX1306234
- Bibliothèque nationale de France: cb14044072c (data)
- Gemeinsame Normdatei: 129621269
- International Standard Name Identifier: 0000 0001 1448 5406
- Library of Congress Control Number: no97039460
- MusicBrainz: 3acb7f3e-c5fa-425f-9a53-2ead0c8ae9e5
- Nationale Bibliotheek van Tsjechië: xx0173577
- Nationale Bibliotheek van Israël: 987008713283705171
- Nationale Bibliotheek van Polen: a0000001605850
- Nederlandse Thesaurus van Auteursnamen: 14911446X
- Système universitaire de documentation: 136154980
- Virtual International Authority File: 200857929
- WorldCat: E39PBJcWtxBhHc78MJWbGMjBfq